# Fernanda Hansen
María Fernanda Hansen Ramírez (Santiago, 16 de septiembre de 1979) es una periodista y presentadora chilena.

## Biografía
Estudió periodismo en la Pontificia Universidad Católica de Chile.
Sus primeros trabajo fueron como productora periodística de Radio W y del programa El interruptor del canal Vía X, donde más tarde asumió como coanimadora. Tras terminar ahí, se mudó a La Red como lectora de noticias en la edición de trasnoche de Telediario. También hizo dupla con Julián Elfenbein en el programa matinal Horizonte A. M., de Radio Horizonte.
En 2006 debutó como comentarista de farándula del programa Mira quién habla de Mega. Al mismo tiempo, la invitaron a Mekano para ser jurado de la competencia de canto y baile, donde finalmente quedó como animadora con Juan Pablo Sáez.
En 2007 concursó en Cantando por un sueño de Canal 13 y luego fue reclutada para animar Chocolate, un programa satélite de Alfombra roja.
A comienzos de 2008, Hansen pasó a comentar espectáculos en el matinal Buenos días a todos, de Televisión Nacional de Chile. En octubre de ese año fue invitada a participar en la segunda temporada de Estrellas en el hielo, un concurso de patinaje sobre hielo para celebridades. Mientras ensayaba, se cayó sobre la pista y sufrió un severo golpe en la cabeza. Se repuso y llegó a obtener el segundo lugar de la competencia.
En diciembre de 2008 se anunció que Hansen abandonaba TVN para volver a Canal 13 como conductora del nuevo matinal Viva la mañana junto al veterinario Sebastián Jiménez. La dupla tenía la misión de dejar atrás la histórica baja sintonía de Canal 13 en las mañanas. Se mantuvo hasta diciembre de 2010 en el aire y fueron reemplazados por Tonka Tomicic y Martín Cárcamo en el nuevo matinal Bienvenidos. 
Tras salir de Canal 13, en marzo de 2011 inició su carrera radial al ingresar a Bío Bío, emisora donde realizó el programa A toda radio de lunes a viernes durante dos años.
A mediados de 2012 debutó en CNN Chile a cargo de un programa magazinesco llamado Mirada de mujer y otro de viajes.
En 2017 regresó a los medios como conductora de Radio Universo.
En 2019 debutó en Radio Imagina como conductora del programa Boulevard Imagina. En junio de 2023 se anunció la salida de Hansen de la radio.

## Vida personal
En 2006 conoció a Giancarlo Petaccia, mientras ambos estaban en el programa Mira quién habla, con quién entabló una relación sentimental. La pareja terminó en abril de 2009.
El 18 de julio de 2009, sufrió un grave accidente a caballo en el campo del animador Felipe Camiroaga, lo que la obligó a dejar la televisión por cuatro meses, siendo reemplazada en Viva la mañana por la chef Carolina Correa y posteriormente por Vivi Kreutzberger. Además, este accidente dio a conocer el romance entre ella y Camiroaga. Hansen volvió a trabajar el 14 de diciembre de 2009.
El 2 de septiembre de 2011, su novio, Felipe Camiroaga, viajaba junto a un equipo de Buenos días a todos, personal de Desafío Levantemos Chile y del Consejo Nacional de la Cultura y las Artes a la isla Robinson Crusoe, en el archipiélago Juan Fernández, cuando el avión C-212 Aviocar de la FACH sufrió un accidente, cayendo y desintegrándose en el océano Pacífico, cerca de la pista de aterrizaje. Al día siguiente, el ministro de defensa, Andrés Allamand, confirmaría que ninguna de las veintiuna personas que viajaban en el avión habría sobrevivido, siendo además víctimas de una muerte inmediata. Los restos de Camiroaga fueron encontrados y posteriormente identificados por el Servicio Médico Legal el 9 de septiembre de 2011.
En 2015 se casó con el publicista y empresario Rodrigo Rozas, con quien tiene una hija, Amalia.

## Filmografía

### Programas de televisión
| Año       | Programa                    | Rol                       | Canal     |
| --------- | --------------------------- | ------------------------- | --------- |
| 2004      | El interruptor              | Conductora                | Via X     |
| 2005-2006 | Telediario                  | Conductora                | La Red    |
| 2006-2007 | Mira quién habla            | Panelista                 | Mega      |
| 2007      | Mekano                      | Conductora                | Mega      |
| 2007      | Chocolate                   | Panelista                 | Canal 13  |
| 2007      | Cantando por un sueño       | Participante              | Canal 13  |
| 2008      | Buenos días a todos         | Panelista                 | TVN       |
| 2008      | Estrellas en el hielo 2     | Participante              | TVN       |
| 2009-2010 | Viva la mañana              | Conductora                | Canal 13  |
| 2009      | En primera persona          | Conductora                | Canal 13  |
| 2012      | Tu cara me suena (Chile)    | Jurado                    | Mega      |
| 2012      | Mirada de mujer             | Conductora                | CNN Chile |
| 2013      | Baila! Al ritmo de un sueño | Participante              | CHV       |
| 2021      | ¿Quién es la máscara?       | Participante (como Panda) | CHV       |

### Cine
| Año  | Título        | Personaje | Notas |
| ---- | ------------- | --------- | ----- |
| 2012 | El babysitter | —         |       |

## Radio
- Radio Universo
- Boulevard Imagina, Avenida 88.1, Reunión de apoderados y Aire nuevo (Radio Imagina, 2019-2023)